# ネルソン・ロベルト
ネルソン・ジュニア・ロベルト（Nelson Junior Roberto、2000年10月27日 - ）は、ドミニカ共和国出身のプロ野球選手（外野手・育成選手）。右投右打。広島東洋カープ所属。

## 経歴

### ツインズ傘下時代
2018年3月9日、ミネソタ・ツインズとマイナー契約を締結した。2022年8月8日に同球団から契約を解除された。

### カープアカデミー練習生時代
2023年9月時点では既にカープアカデミーに所属しており、同シーズン終了後に行われる広島東洋カープの秋季キャンプに参加するため、9月25日に来日した。10月30日から始まった秋季練習に参加し、そのまま11月6日から21日まで実施された日南キャンプにも参加した。
2024年2月から行われた春季キャンプにも参加し、同年3月1日、広島と育成選手契約を締結した。背番号は131。推定年俸は230万円。

### 広島時代
育成選手契約締結後、そのまま3月9日のオープン戦にも「9番・左翼手」で先発出場した。ウエスタン・リーグでは62試合に出場して打率.203、16打点、2本塁打、4盗塁を記録した。夏場以降は二塁打を量産し、8月以降に限れば長打率.425を記録した。

## 選手としての特徴・人物
50メートル6秒台を記録する俊足の持ち主。恵まれた体格から長打を売りとする大砲候補。
同時期にキャンプに参加し、共に育成選手契約を締結したモイセス・ラミレスとは仲が良い。
目標としている選手はドミンゴ・サンタナ。

## 詳細情報

### 背番号
- 131（2024年[7] - ）